# Kaffrine
Kaffrine är en stad i västra Senegal. Den är huvudort för regionen Kaffrine och har cirka 50 000 invånare.